# Temple de Jing'an
Le temple de Jing'an (en chinois 静安寺, en pinyin Jìng'ānsì, mot-à-mot : « Temple de la Paix et de la Tranquillité ») est un temple bouddhiste situé sur la rue de Nankin dans le district de Jing'an, à Shanghai. Il fut fondé en 247 apr. J.-C., durant la période des Trois Royaumes. Shanghaï se trouvait alors dans le Royaume de Wu. Situé à l'origine près de la rivière Suzhou, il fut transféré sur le site actuel en 1216 sous la dynastie Song. La structure actuelle du temple date de la dynastie Qing (1644-1911).

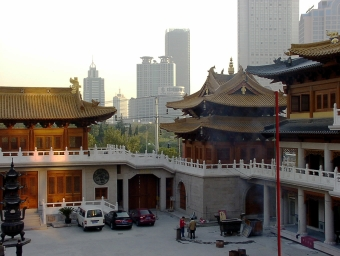
Cour principale.
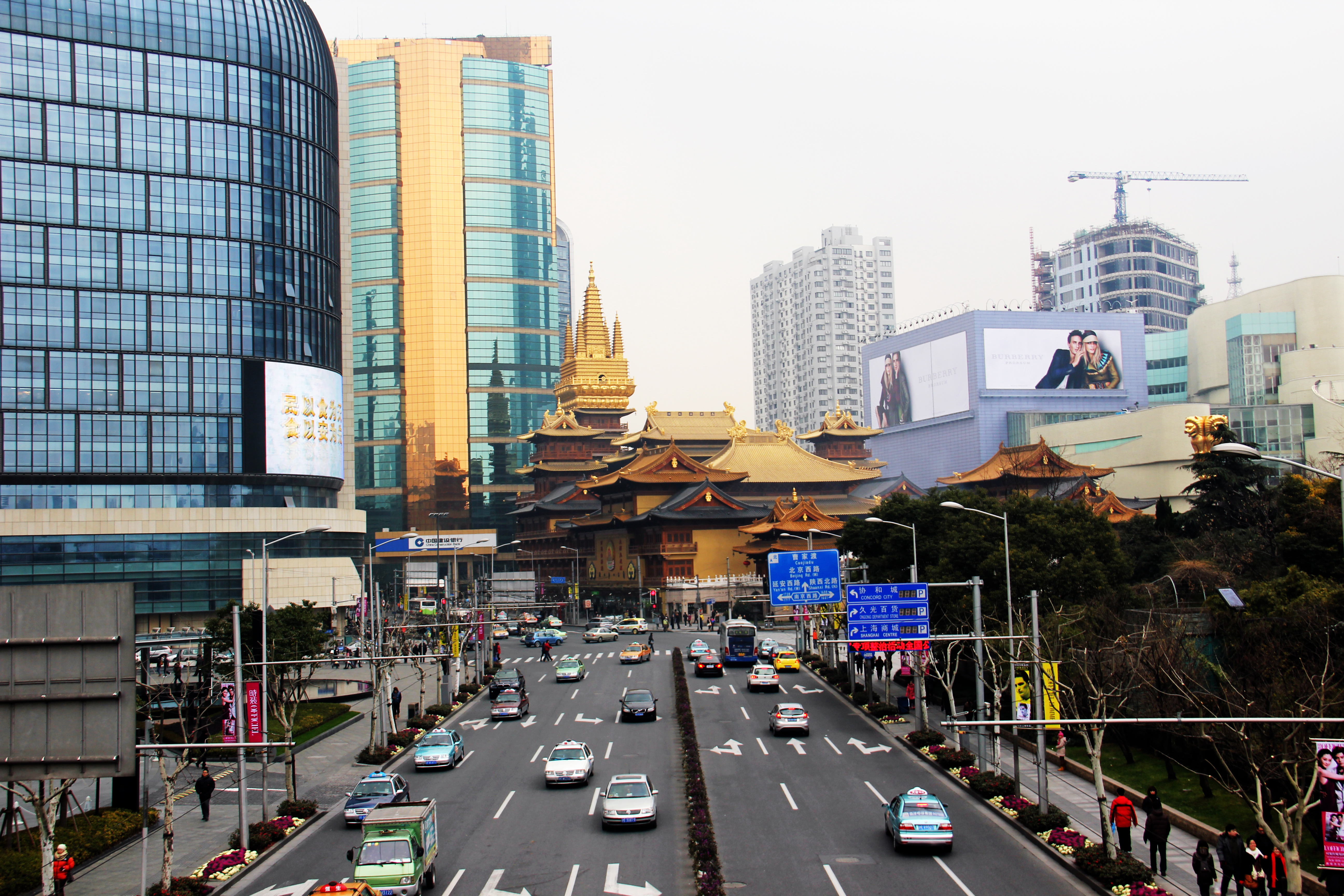
Vue du quartier.
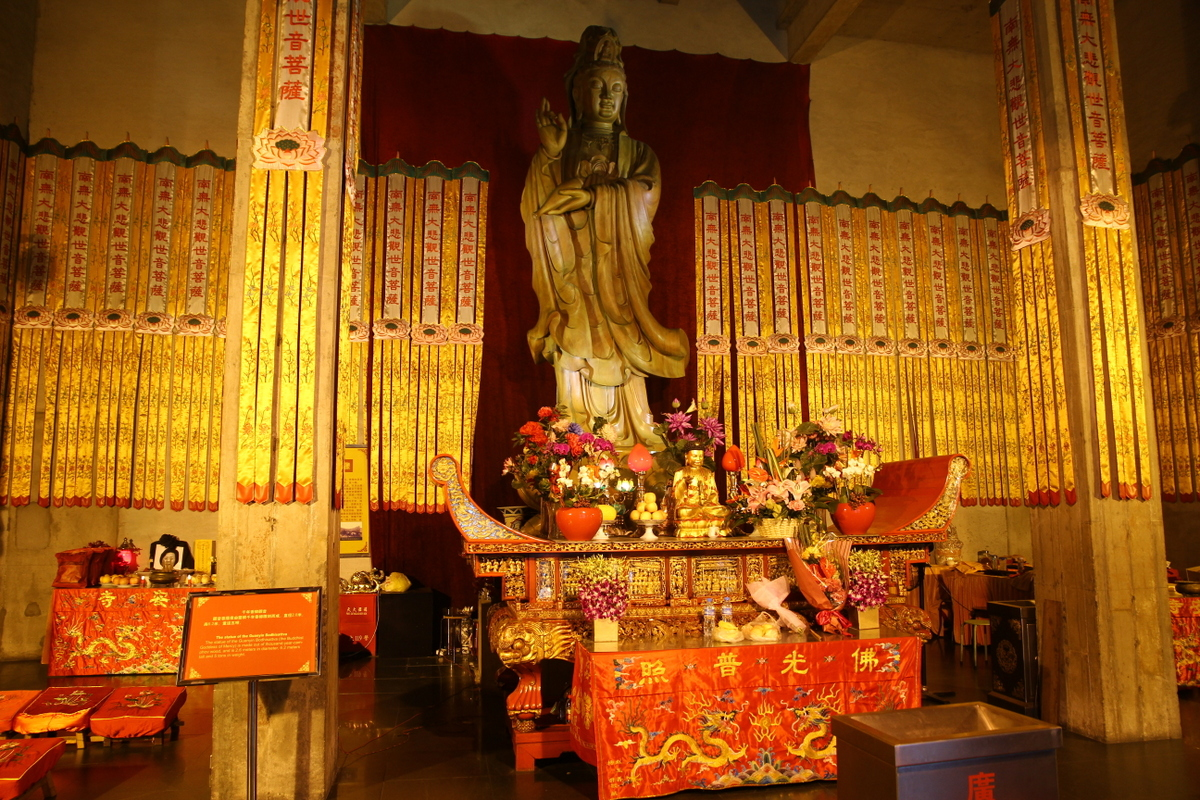
Intérieur du temple.

## Transport
Le temple est desservi par les lignes 2, 7 et, à partir de 2021, 14 du métro de Shanghai, ainsi que par plusieurs lignes de bus.